# Patryk Szysz
Patryk Konrad Szysz (Lublino, 1º aprile 1998) è un calciatore polacco, attaccante svincolato.

## Caratteristiche tecniche
È un centravanti.

## Carriera
Cresciuto nel settore giovanile del Górnik Łęczna, ha esordito in prima squadra il 29 luglio 2017 disputando l'incontro di I liga perso 3-0 contro l'Odra Opole.

## Statistiche
Statistiche aggiornate al 12 marzo 2020.

### Presenze e reti nei club
| Stagione              | Squadra               | Campionato            | Campionato | Campionato | Coppe nazionali | Coppe nazionali | Coppe nazionali | Coppe continentali | Coppe continentali | Coppe continentali | Altre coppe | Altre coppe | Altre coppe | Totale | Totale | Totale |
| Stagione              | Squadra               | Comp                  | Pres       | Reti       | Comp            | Pres            | Reti            | Comp               | Pres               | Reti               | Comp        | Pres        | Reti        | Pres   | Reti   |        |
| --------------------- | --------------------- | --------------------- | ---------- | ---------- | --------------- | --------------- | --------------- | ------------------ | ------------------ | ------------------ | ----------- | ----------- | ----------- | ------ | ------ | ------ |
| 2017-2018             | Górnik Łęczna         | 1L                    | 33         | 10         | CP              | 1               | 0               |                    | -                  | -                  |             | -           | -           | 34     | 10     |        |
| 2018-gen. 2019        | Górnik Łęczna         | 1L                    | 21         | 11         | CP              | 0               | 0               |                    | -                  | -                  |             | -           | -           | 21     | 11     |        |
| Totale Górnik Łęczna  | Totale Górnik Łęczna  | Totale Górnik Łęczna  | 54         | 21         |                 | 1               | 0               |                    | 0                  | 0                  |             | -           | -           | 55     | 21     |        |
| gen.-giu. 2019        | Zagłębie Lubin        | EK                    | 5          | 1          | CP              | 1               | 1               |                    | -                  | -                  |             | -           | -           | 6      | 2      |        |
| 2019-2020             | Zagłębie Lubin        | EK                    | 32         | 3          | CP              | 2               | 1               |                    | -                  | -                  |             | -           | -           | 34     | 4      |        |
| 2020-2021             | Zagłębie Lubin        | EK                    | 30         | 8          | CP              | 2               | 0               |                    | -                  | -                  |             | -           | -           | 32     | 8      |        |
| 2021-2022             | Zagłębie Lubin        | EK                    | 33         | 11         | CP              | 3               | 1               |                    | -                  | -                  |             | -           | -           | 36     | 12     |        |
| Totale Zagłębie Lubin | Totale Zagłębie Lubin | Totale Zagłębie Lubin | 100        | 23         |                 | 8               | 3               |                    | -                  | -                  |             | -           | -           | 108    | 26     |        |
| 2022-2023             | İstanbul Başakşehir   | SL                    | 25         | 3          | TK              | 4               | 2               | UECL               | 12                 | 1                  |             | -           | -           | 41     | 6      |        |
| Totale carriera       | Totale carriera       | Totale carriera       | 179        | 47         |                 | 13              | 5               |                    | 12                 | 1                  |             | -           | -           | 204    | 53     |        |